# Bartholomeus Eggers

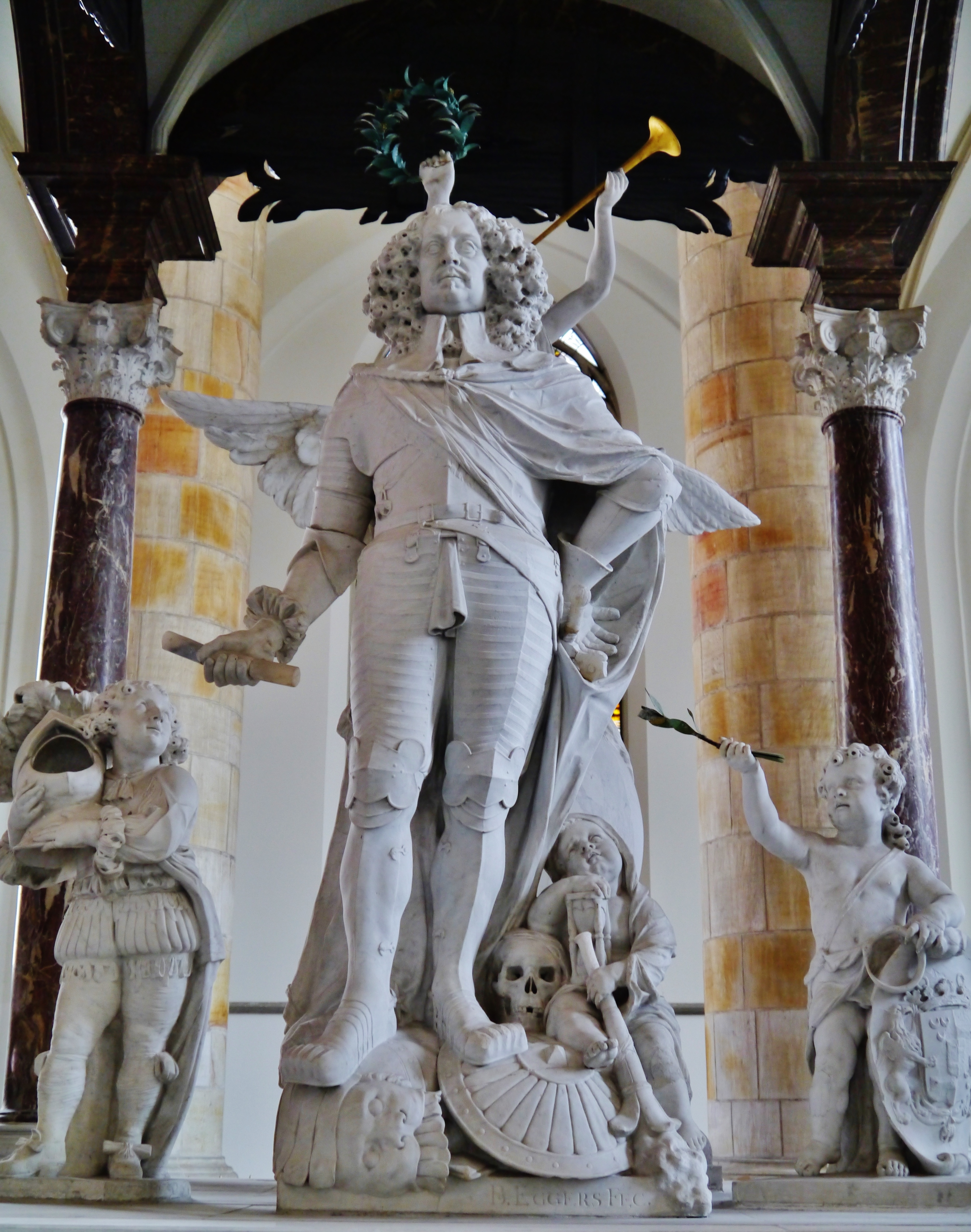
Grabmonument für Jacob van Wassenaer Obdam

Bartholomeus Eggers (* um 1637 in Antwerpen; † vor dem 23. Februar 1692) war ein flämischer Bildhauer, der nach seiner Ausbildung in seiner Heimatstadt Antwerpen die meiste Zeit seiner aktiven Laufbahn in der Republik der Sieben Vereinigten Provinzen verbrachte. Hier arbeitete er zunächst zusammen mit anderen flämischen Bildhauern in Amsterdam an der bildhauerischen Ausstattung des neuen Rathauses, ein Projekt, das unter der Leitung von Artus Quellinus stand. Er arbeitete an verschiedenen öffentlichen Projekten und an Aufträgen für führende Höfe in Europa. Er ist bekannt für seine Porträts, Grabskulpturen, Reliefs, Kinderstatuen und allegorische, biblische und mythologische Skulpturen. Er war zusammen mit Artus Quellinus und Rombout Verhulst einer der führenden Bildhauer, die in der zweiten Hälfte des 17. Jahrhunderts in der Republik der Sieben Vereinigten Provinzen arbeiteten.

## Leben
Bartholomeus Eggers wurde in Antwerpen als Sohn von Bernaert Eggers, einem Gärtner, und Elisabeth van Ouwenhuysen (oder Oudenhuysen) geboren. Er hatte einen Bruder namens Jacob (oder Jacobus), der ebenfalls Bildhauer wurde, aber jung starb.

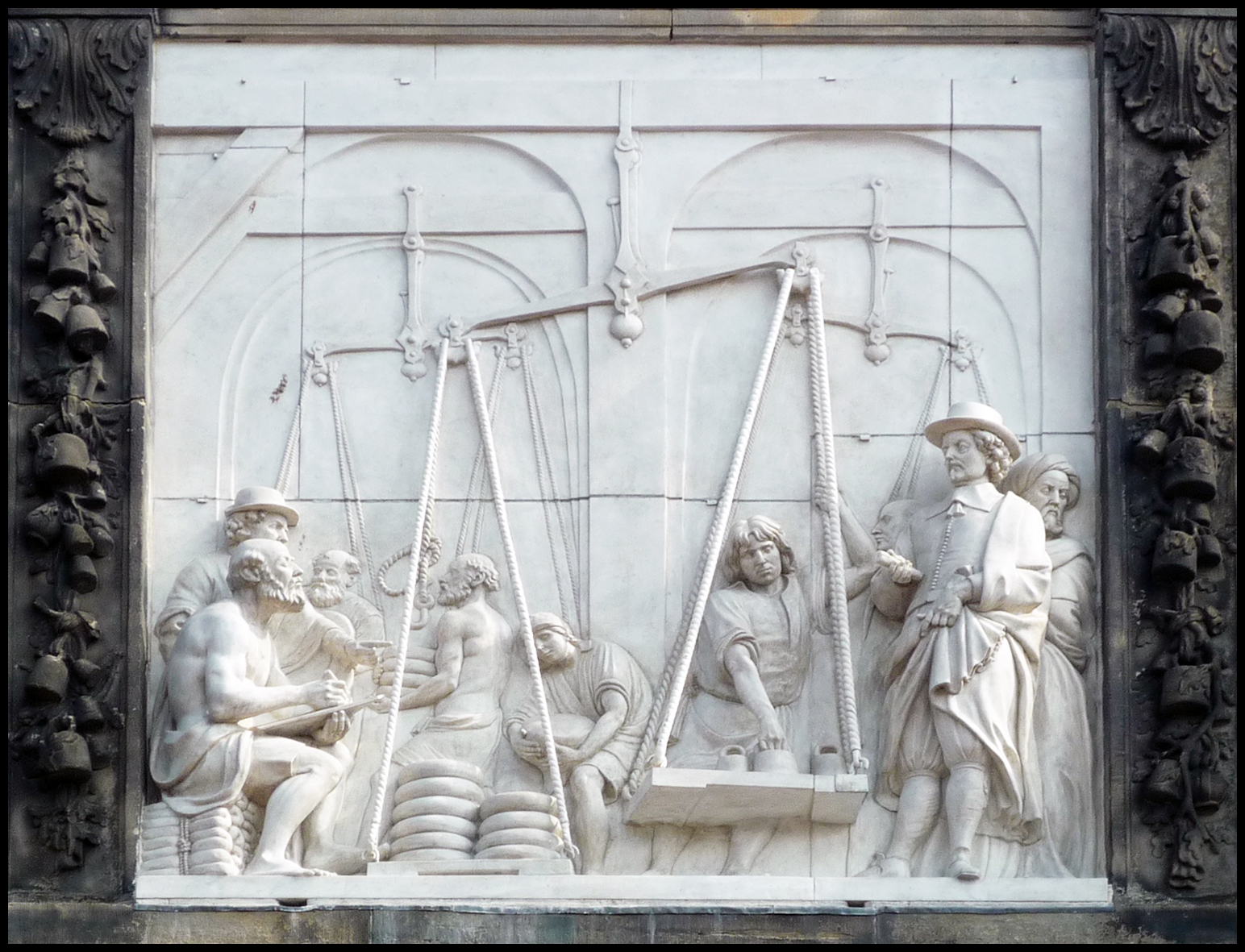
Relief von Eggers an der Waage von Gouda

Eggers lernte bei dem flämischen Bildhauer Peter Verbruggen in Antwerpen und ging um 1650 nach Amsterdam. Hier arbeitete er unter Artus Quellinus, einem Schwager Verbruggens, an der Dekoration des neuen Rathauses Paleis op de Dam und möglicherweise auch am Grabmonument des Feldmarschalls Otto von Sparr in der Marienkirche zu Berlin, einem anderen Auftrag, den Quellinus in dieser Zeit zusammen mit seinen Mitarbeitern ausführte.

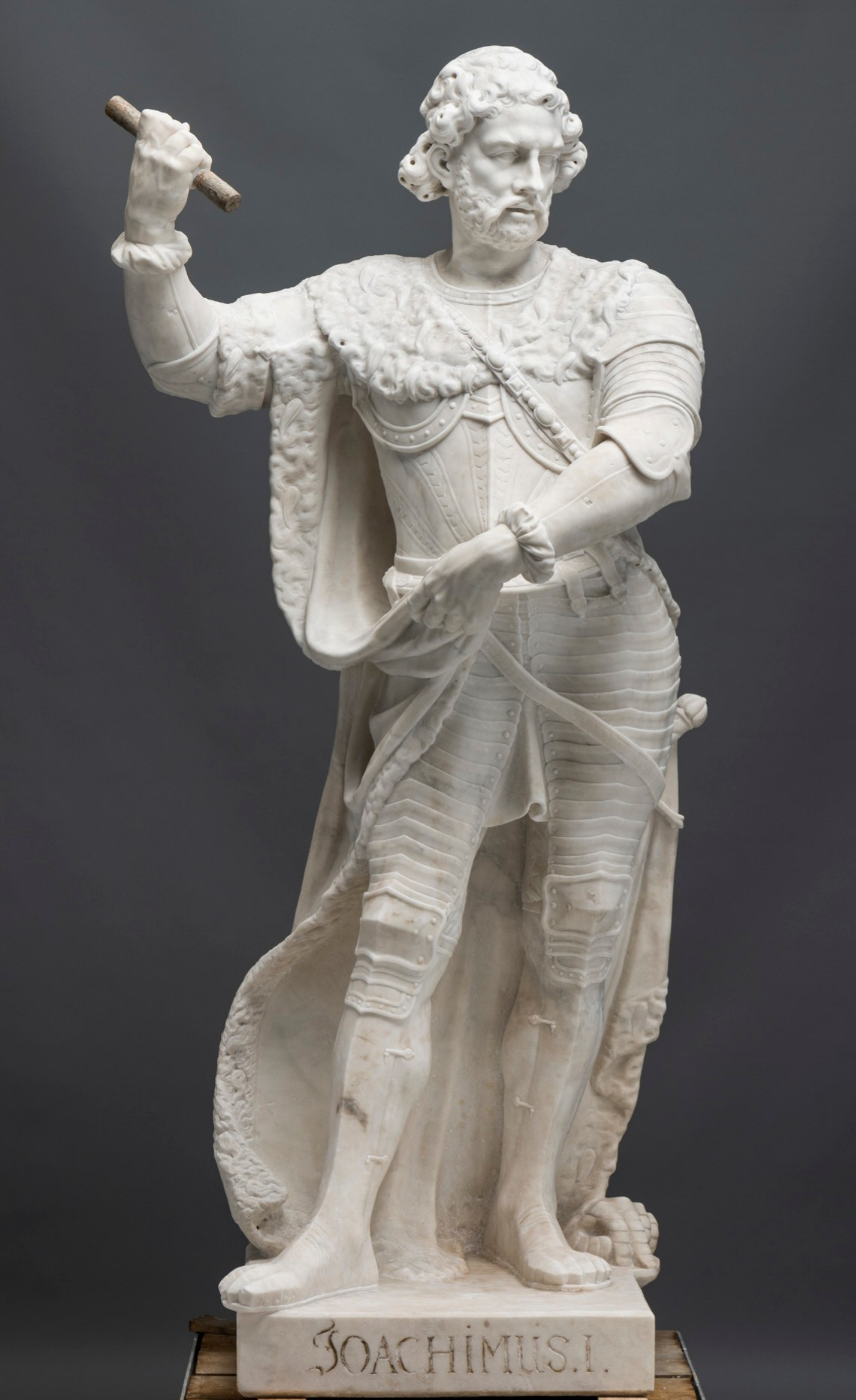
Joachim I. Nestor, Markgraf von Brandenburg und Kurfürst

Im Jahr 1663 trat Eggers der Amsterdamer Gilde bei und begründete seinen selbständigen Arbeitsplatz. 1665 zog er nach Den Haag um, wo er Mitglied der dortigen Gilde wurde. Er fertigte von 1665 bis 1667 das große Grabmonument für Jacob van Wassenaer Obdam in der Den Haager Stadtkirche nach eigenem Entwurf. Weiterhin schuf er ein Relief an der Waage von Gouda und ergänzte das von Rombout Verhulst geschaffene Grabmal von Carl Hieronymus Freiherr van In- en Kniphuizen und Anna van Ewsum in der Kirche zu Midwolde um ein Porträt.
Die meisten Aufträge erhielt er vom Kurfürsten Friedrich Wilhelm von Brandenburg. Für den Alabastersaal des Berliner Schlosses schuf er 15 überlebensgroße Marmor-Standbilder der elf Kurfürsten von Brandenburg und der vier Kaiser (Julius Cäsar, Konstantin, Karl, Rudolf I.), die sich nach wechselvoller Geschichte zum größten Teil im Humboldtforum wiederum in Berlin befinden. Für das Schloss Oranienburg entstanden unter anderem 24 Marmorbüsten der römischen Kaiser und ihrer Ehefrauen. Die Büsten wurden aber im Schlosspark von Schloss Charlottenburg aufgestellt, wo mittlerweile Abgüsse stehen. Die Originale waren 1989 wegen massiver Umweltschäden abgebaut und ins Depot gebracht worden. Dort, im Rondell hinter der Orangerie, steht auch die von ihm 1682 geschaffene Minerva (Athene), eine Statue aus Zinkguss mit den Gesichtszügen der Königin Sophie Charlotte. Die Figur wurde 1740 im Schlosspark aufgestellt und nach Beschädigungen 1989 entfernt und durch eine von Heinrich Kube und Dietrich Starcke angefertigte Kopie ersetzt.
Er schuf 1686 das Standbild des Landgrafen Karls für Kassel. Ein weiterer wichtiger Auftraggeber Eggers’ war Johan Maurits van Nassau-Siegen, der Erbauer des Mauritshuis in Den Haag, für den er ein Büstenporträt und eine Reihe von Statuen fertigte.

## Belege
1. 1 2  Bartholomeus Eggers, Website der RKD – Nederlands Instituut voor Kunstgeschiedenis
2. 1 2 3  Wilhelmina Halsema-Kubes. Eggers, Bartholomeus. Grove Art Online. Oxford Art Online. Oxford University Press. Web. 16. April 2021.
3. ↑  Scholten, Frits. “De Apotheose Van De Held: Bartholomeus Eggers En Het Monument Voor Jacob Van Wassenaer Obdam in Den Haag, 1667.” Oud Holland, vol. 109, no. 1/2, 1995, pp. 63–88. JSTOR.
4. ↑  Siehe Highlights für das Humboldt Forum: In eleganter Siegerposel. Beitrag von Hella Kaiser, Der Tagesspiegel vom 22. Februar 2019.